# Triad
『Triad』（トライアード）は、髙橋真梨子の9枚目のスタジオ・アルバム。1984年9月21日にInvitationよりリリースされた。規格品番は、LP:VIH-28187、CT:VCF-10207、CD:VDR-45。

## 概要
前作『我蘭憧』より11か月ぶりのリリースとなるアルバム。ヒット・シングル「桃色吐息」 とB面曲「もいちどロマンス ～街角物語」を含む全9曲が収録されている。
このアルバムで、ソロとなって初めてのオリコンチャート1位を獲得し、同年末に放送された第26回日本レコード大賞では第1回アルバム大賞を受賞した。
B-2「トパーズの湖」は、ニッカウヰスキー創立50周年企画「北海道の詩・募集」最優秀作品に選ばれた曲で、非売品シングルレコードとカセットテープが存在する。
2020年12月16日には、オリジナル・アナログ・マスターテープの音源に最新リマスタリングを施し、当時の音を再現したSACDハイブリッド盤がタワーレコード限定でリリースされた。

## 収録曲

### LP / CT
| #  | タイトル                                                   | 作詞       | 作曲     | 編曲   | 時間 |
| -- | ---------------------------------------------------------- | ---------- | -------- | ------ | ---- |
| 1. | 「祥寺クィーン」                                           | 髙橋真梨子 | 松田良   | 佐藤博 | 4:54 |
| 2. | 「モダン・デジャヴ」                                       | 松井五郎   | 奥慶一   | 奥慶一 | 4:53 |
| 3. | 「忘れない」                                               | 松井五郎   | 玉置浩二 | 奥慶一 | 4:16 |
| 4. | 「背中から撃たないで」                                     | 松井五郎   | 河内淳一 | 奥慶一 | 4:16 |
| 5. | 「もいちどロマンス ～街角物語」(シングル「桃色吐息」B面曲) | 竜真知子   | 岡本朗   | 奥慶一 | 3:57 |

| #  | タイトル                            | 作詞                      | 作曲           | 編曲   | 時間 |
| -- | ----------------------------------- | ------------------------- | -------------- | ------ | ---- |
| 1. | 「桃色吐息」(10枚目のシングルA面曲) | 康珍化                    | 佐藤隆         | 奥慶一 | 3:34 |
| 2. | 「トパーズの湖」                    | 沢田智子 / 補作詞：小椋佳 | 小椋佳         | 奥慶一 | 4:35 |
| 3. | 「新しい五線紙」                    | 有川正沙子                | 松田良         | 佐藤博 | 4:58 |
| 4. | 「HEART」                           | 大津あきら                | 鈴木キサブロー | 奥慶一 | 5:04 |

### CD / SACD
| #  | タイトル                        | 作詞                      | 作曲           | 編曲   | 時間 |
| -- | ------------------------------- | ------------------------- | -------------- | ------ | ---- |
| 1. | 「祥寺クィーン」                | 髙橋真梨子                | 松田良         | 佐藤博 | 4:54 |
| 2. | 「モダン・デジャヴ」            | 松井五郎                  | 奥慶一         | 奥慶一 | 4:53 |
| 3. | 「忘れない」                    | 松井五郎                  | 玉置浩二       | 奥慶一 | 4:16 |
| 4. | 「背中から撃たないで」          | 松井五郎                  | 河内淳一       | 奥慶一 | 4:16 |
| 5. | 「もいちどロマンス ～街角物語」 | 竜真知子                  | 岡本朗         | 奥慶一 | 3:57 |
| 6. | 「桃色吐息」                    | 康珍化                    | 佐藤隆         | 奥慶一 | 3:34 |
| 7. | 「トパーズの湖」                | 沢田智子 / 補作詞：小椋佳 | 小椋佳         | 奥慶一 | 4:35 |
| 8. | 「新しい五線紙」                | 有川正沙子                | 松田良         | 佐藤博 | 4:58 |
| 9. | 「HEART」                       | 大津あきら                | 鈴木キサブロー | 奥慶一 | 5:04 |

## 参加ミュージシャン
(タワーレコードの商品ページより)
- 奥慶一、佐藤博：キーボード
- 伊藤広規、美久月千晴、長岡道夫：ベース
- 鳥山雄司、青山徹、笛吹利明：ギター
- 林立夫、青山純、宮崎全弘：ドラム
- 数原晋：トランペット
- Jake H.Concepcion：サックス
- 新井英治：トロンボーン
- 斉藤ノヴ：パーカッション
- ヘンリー広瀬：パーカッション、ヴォコーダー
- 加藤ジョー・グループ：ストリングス

## 参考資料
- 髙橋真梨子『トパーズの湖』（シングルレコード、カセット）ビクターエンタテインメント、1984年。EP:PRA-11205、CT:PRT-6335。